# Igreja Evangélica Luterana no Canadá
A Igreja Evangélica Luterana no Canadá (ELCIC) (em francês:  Église évangélique luthérienne au Canada e em inglês:  Evangelical Lutheran Church in Canada) é a segunda maior denominação luterana do  Canadá, com 40.171 membros batizados em 519 congregações, em 2023. Juntamente com a Igreja Luterana – Canadá e com a Associação Canadense de Congregações Luteranas, é uma das maiores denominações luteranas canadenses. É um membro da Federação Luterana Mundial, o Conselho Canadense de Igrejas, e o Conselho Mundial de Igrejas. 
De acordo com o censo canadense de 2021, um número maior de 328.045 aderentes se identificam como luteranos, incluindo todas as demais denominações luteranas do país.

## Histórico
A Igreja Evangélica Luterana no Canadá surgiu em 1986 através da fusão de dois órgãos antecessores, a Igreja Evangélica Luterana do Canadá (iniciada em 1966 por congregações canadenses da Igreja Luterana Americana) e três sínodos da Igreja Luterana na América, chamada a Seção do Canadá. (Em 1988, esses dois corpos da igreja dos Estados Unidos deixaram de existir quando se fundiram na Igreja Evangélica Luterana na América, a denominação irmã de ELCIC nos Estados Unidos.)
Em 2013, a denominação tinha um total de 128.026 membros. Em 2019, relatou ter 95.000 membros. Em 2023, conforme a estatística mais recente da Federação Luterana Mundial, a denominação tinha 40.171 membros batizados.
Sendo assim, a denominação perdeu cerca de 68,62% dos membros entre 2013 e 2023.

### Convenção constitutiva
- 1985 Winnipeg, Manitoba

### Convenções nacionais
- 1987 Ottawa, Ontario
- 1989 Saskatoon, Saskatchewan
- 1991 Edmonton, Alberta
- 1993 Vancouver, Colúmbia Britânica
- 1995 Winnipeg, Manitoba
- 1997 Toronto, Ontário
- 1999 Regina, Saskatchewan
- 2001 Waterloo, Ontário[7]
- 2003 Camrose, Alberta[8]
- 2005 Winnipeg, Manitoba[9]
- 2007 Winnipeg, Manitoba[10]
- 2009 Vancouver, Colúmbia Britânica[11]
- 2011 Saskatoon, Saskatchewan[12]
- 2013 Ottawa, Ontário[13]
- 2015 Edmonton, Alberta[14]
- 2017 Winnipeg, Manitoba[15]
- 2019 Regina, Saskatchewan[16]
- 2022 Calgary, Alberta[17]

## Doutrina
A Igreja deriva seus ensinamentos da Bíblia e o Livro da Concórdia que inclui os três credos ecumênicos da Igreja Cristã - isto é, o Credo dos Apóstolos, o Credo Niceno e o Credo Atanasiano. A Igreja Evangélica Luterana no Canadá está em plena comunhão com a Igreja Anglicana do Canadá sob a Declaração de Waterloo. O Seminário Luterano de Waterloo e Seminário Teológico Luterano, Saskatoon são os seminários de propriedade da igreja.

## Organização
A Igreja Evangélica Luterana no Canadá é composta por cinco sínodos (semelhante a uma diocese na política Anglicana). O presidente e principal pastor de cada sínodo é um bispo.
- O Sínodo da Colúmbia Britânica
- O Sínodo de Alberta e os Territórios
- O Sínodo de Saskatchewan
- O Sínodo de Manitoba/Noroeste de Ontário
- O Sínodo Oriental

Esta estrutura é idêntica à estrutura sinodal da ELCA, exceto que os sínodos canadenses cobrem uma ou mais províncias inteiras, enquanto alguns sínodos ELCA cobrem a totalidade ou parte de uma área metropolitana e alguns cobrem vários estados. Como o ELCA um bispo presidente serve como sua cabeça, mas na ELCIC, este bispo é conhecido como o "Bispo Nacional". Apesar da estrutura episcopal, a igreja não tem catedrais como tal, embora a maior igreja paroquial de uma cidade possa ter essa função de fato com relação aos cultos de adoração que envolvem toda a comunidade luterana.

## Bispos Nacionais
- Rev. Donald Sjoberg, 1986–1993
- Rev. Telmor Sartison, 1993–2001
- Rev. Raymond Schultz, 2001–2007
- Rev. Susan Johnson, 2007-2025[19]

## Uniões do mesmo sexo
Em 2006, o Sínodo Oriental votou para permitir que pastores e congregações individuais conduzissem bênção de uniões do mesmo sexo, provocando uma disputa entre o sínodo e a igreja nacional sobre qual órgão tem autoridade para tomar tal decisão. A igreja nacional havia anteriormente votado contra as bênçãos, e a parceira de plena comunhão da ELCIC, a Igreja Anglicana do Canadá, votou para adiar uma decisão. Em 23 de junho de 2007, em sua Convenção Nacional, o ELCIC votou, por uma margem de 200–181 votos contra a autorização dos Sínodos para elaborar estratégias de missões individuais em relação a ministrar a pessoas que vivem em relacionamentos do mesmo sexo, incluindo a possibilidade de abençoar essas uniões. O Conselho do Sínodo Oriental, embora afirmando sua jurisdição sobre o assunto, concordou em suspender sua decisão até a decisão da igreja nacional.
Em julho de 2011, a Convenção Nacional da ELCIC adotou uma nova declaração social sobre a sexualidade humana e aprovou uma moção que permite aos pastores cuja consciência permitir, em consulta com suas congregações, presidir casamentos para casais do mesmo sexo. Alguns alegaram que a adoção da "Declaração Social ELCIC sobre Sexualidade Humana" viola abertamente o Artigo 2 da Constituição da ELCIC, e contestou a adoção como uma violação da constituição da ELCIC. Um desafio foi colocado antes do Tribunal de Adjudicação da ELCIC. O Tribunal considerou que o queixoso não tinha o estatuto exigido pela Constituição para pressionar a queixa e recusou ouvir a queixa. Como resultado da votação de 2011 e da decisão do tribunal, o ELCIC hoje permite a bênção de uniões do mesmo sexo e a ordenação de pastores e pastoras abertamente gays ou lésbicas.